# مصرف التنمية
مصرف التنمية مصرف ليبي أنشى بموجب قانون مؤتمر الشعب العام رقم 8 لسنة 1981. يملك المصرف 27 فرعًا في مختلف مناطق ليبيا.